# Wladimir Jefimowitsch Zigal

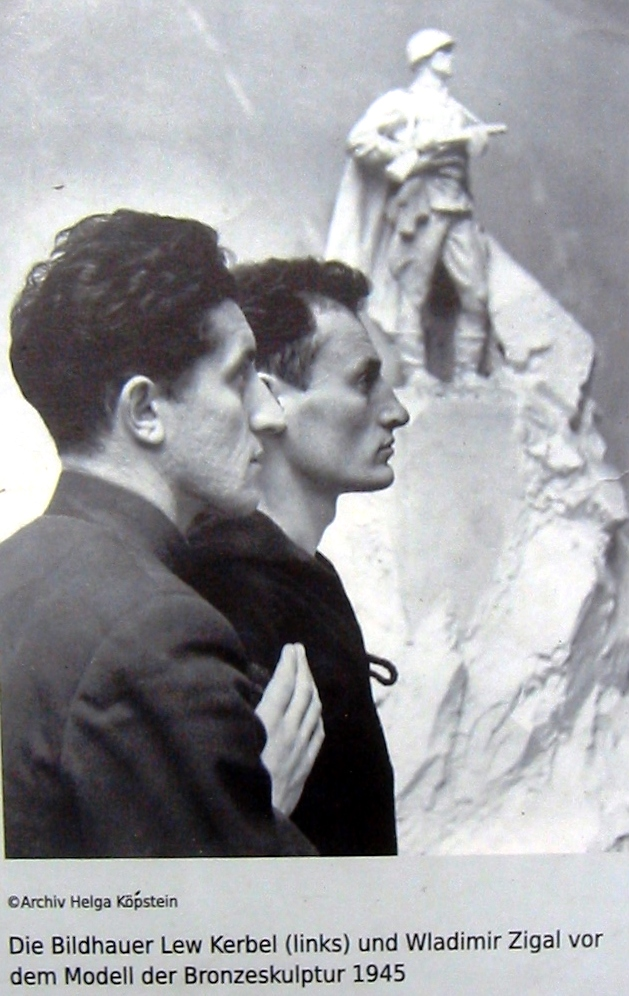
Wladimir Zigal (rechts, mit Lew Kerbel) vor einem Modell des Ehrenmals in der Gedenkstätte Seelower Höhen

Wladimir Jefimowitsch Zigal (russisch Владимир Ефимович Цигаль; * 4. Septemberjul. / 17. September 1917greg. in Odessa; † 4. Juli 2013 in Moskau) war ein russischer Bildhauer.

## Leben
Zigal, Sohn des jüdischen Ingenieurs Jefim Dawidowitsch Zigal (1883–1948) und seiner Frau Adel Iossifowna (1890–1936), wuchs in Pensa auf und besuchte das dortige Belinski-Gymnasium. Dann begann er in Moskau das Studium an dem aus dem WChUTEIN hervorgegangenen Surikow-Kunstinstitut bei Leonid Wladimirowitsch Sherwood, Alexander Terentjewitsch Matwejew und Wladimir Nikolajewitsch Domogazki.
Nach dem Beginn des Deutsch-Sowjetischen Krieges meldete Zigal sich 1942 freiwillig zum Dienst in der Roten Armee. Bis 1944 war er Militärkünstler der Sowjetischen Marine. Er nahm an den Landungen in Noworossijsk und Kertsch teil. 1945 wurde er vom Komitee für Kunstangelegenheiten nach Berlin geschickt, um zusammen mit Lew Jefimowitsch Kerbel in Berlin-Tiergarten, Seelow und Küstrin Denkmäler für die Gefallenen der Roten Armee zu errichten. Das Sowjetische Ehrenmal mit dem Obelisken auf der Bastion König der Festung Küstrin wurde 2008 entfernt. Zigal setzte dann sein Studium fort und schloss es 1948 als Bildhauer ab. Seit 1947 war er auf allen russischen und vielen ausländischen Ausstellungen vertreten.
Zigals erste große Werke waren Denkmäler für Anton Semjonowitsch Makarenko (1952, Moskau) und Nikolai Alexejewitsch Ostrowski (1952). Zigal wurde 1952 Mitglied der KPdSU. Er fertigte die Lenin-Denkmäler in Kasan und Uljanowsk an (1953–1954). Er schuf Porträts von Alexander Wassiljewitsch Suworow (1959), Iossif Moissejewitsch Tschaikow (1965), Michail Arkadjewitsch Swetlow (1965), Rockwell Kent (1967), Dmitri Borissowitsch Kabalewski und auch von seinen Kindern Tatjana und Alexander (1960).
Im Frühjahr 1963 wurde in der Mahn- und Gedenkstätte Mauthausen Zigals Gedenkstein für Dmitri Michailowitsch Karbyschew aufgestellt. Ein zweites Karbyschew-Denkmal wurde in Moskau aufgestellt (1980). 1968 errichtete Zigal zusammen mit den Architekten Jakow Borissowitsch Belopolski und Wladimir Iossifowitsch Chawin im Dorf Lenino (Rajon Horki), in dem im Juni 1942 die Juden des dortigen Ghettos von der lokalen Polizei und der deutschen Besatzung erschossen worden waren, das Museum der Polnisch-Sowjetischen Kampfgemeinschaft zur Erinnerung an die Schlacht bei Lenino der Polnischen Streitkräfte in der Sowjetunion gemeinsam mit sowjetischen Kräften im Oktober 1943 während der Smolensker Operation. 1969 schuf Zigal ein Denkmal für Anne Frank. 1971 entstand in Rjasan Zigals Denkmal für den am 2. Februar 1945 in der Schlacht von Cantalupo Ligure getöteten russischen Partisanen der Resistenza Fjodor Andrianowitsch Poletajew und 1972 in Moskau das Denkmal für Sergei Alexandrowitsch Jessenin. 1972–1982 schuf Zigal in Noworossijsk das Ehrenmal für die Helden des Russischen Bürgerkrieges und des Deutsch-Sowjetischen Krieges am Ort der Landung der sowjetischen Streitkräfte 1943 während der Nordkaukasischen Operation. 1981–1982 schuf Zigal ein Denkmal für Richard Sorge (mit dem Architekten R. G. Alijew und dem Ingenieur Juri Dmitrijewitsch Dubow) in Baku und 1985 ein weiteres in Moskau. 1990 erstellte Zigal das Denkmal für Hồ Chí Minh (mit dem Architekten R. R. Kananin) in Moskau und 2000 das Denkmal für Nikolai Wassiljewitsch Tomski in Moskau. Auch schuf er die Skulptur des Heiligen Georg auf der Kuppel des Senatspalasts des Moskauer Kremls. 2002 entstand Zigals Denkmal für Fridtjof Nansen.
Zigals Werke befinden sich in vielen in- und ausländischen Museen und insbesondere in der Tretjakow-Galerie und im Zentralmuseum der russischen Streitkräfte. Ausstellungen mit Zigals Werken fanden in Polen, in der Tschechoslowakei, in Bulgarien, Ungarn, Österreich und Marokko statt. Seit 1956 reiste Zigal in mehr als 50 Länder, darunter Italien, Frankreich, USA, Vereinigtes Königreich, Niederlande, Portugal, Japan, Indien, Nepal und Vietnam.
Zigal war verheiratet und hatte zwei Kinder. Sein Sohn Alexander wurde ebenfalls Bildhauer. Zigals Bruder Wiktor Jefimowitsch Zigal war Maler und ebenso Zigals Neffe Sergei Wiktorowitsch Zigal. Zigal wurde auf dem Moskauer Nowodewitschi-Friedhof nahe dem Grab Jewgeni Wiktorowitsch Wutschetitschs begraben.

## Ehrungen, Preise, Mitgliedschaften
- Tapferkeitsmedaille (1943)
- Medaille „Für die Verteidigung des Kaukasus“
- Medaille „Veteran der Arbeit“
- Stalinpreis I. Klasse (1950)
- Goldmedaille der Akademie der Künste der UdSSR (1963)
- Korrespondierendes Mitglied Akademie der Künste der UdSSR (1964)
- Repin-Preis der RSFSR (1966)
- Volkskünstler der RSFSR (1968)
- Silberne Grekow-Medaille (1969)[2]
- Verdienter Kulturschaffender Polens (1974)
- Volkskünstler der UdSSR (1978)
- Wirkliches Mitglied der Akademie der Künste der UdSSR (1978)[3]
- Leninpreis (1984)
- Orden des Vaterländischen Krieges II. Klasse (1985)
- Orden des Roten Banners der Arbeit (1987)
- Orden der Völkerfreundschaft (1993)
- Popkow-Preis (1996)
- Moskau-Preis (1997)
- Vietnamesischer Orden der Freundschaft (1998)[2]
- Orden der Ehre (Russland) (2002)
- Verdienstorden für das Vaterland IV. Klasse (2004), III. Klasse (2012)
- Wirkliches Mitglied der Kirgisischen Akademie der Künste

## Werke

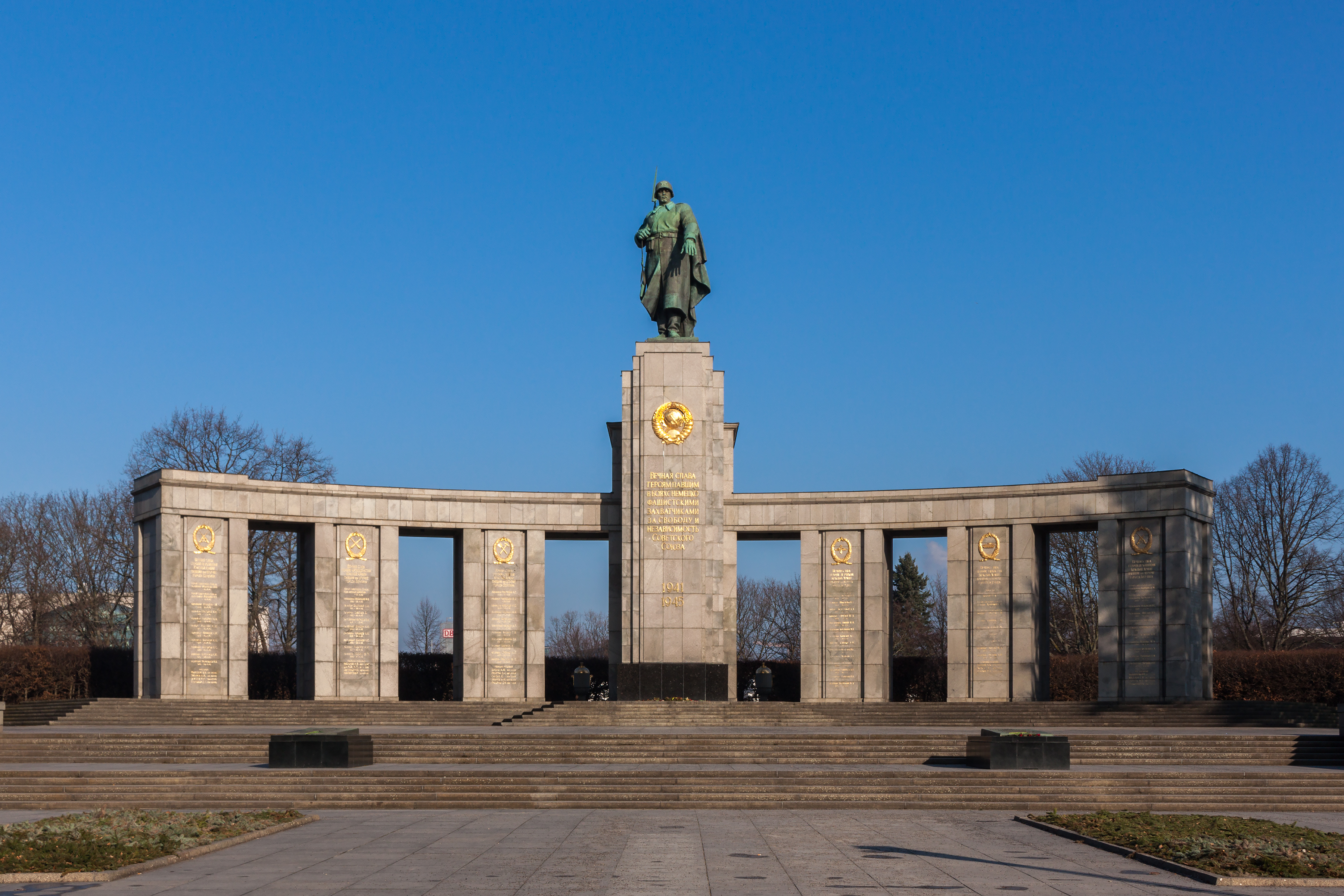
Sowjetisches Ehrenmal, Berlin-Tiergarten
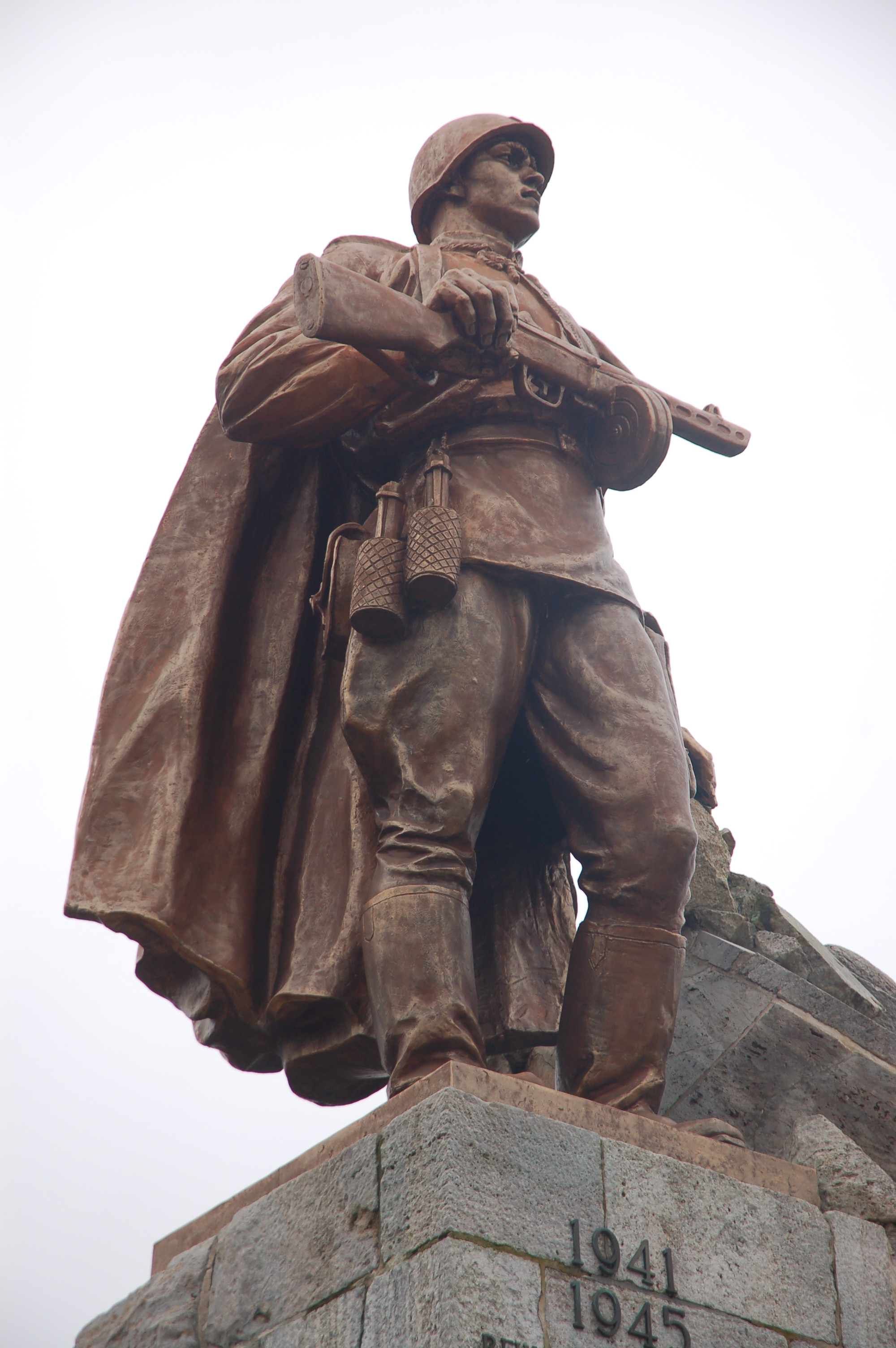
Gefallenendenkmal, Gedenkstätte Seelower Höhen
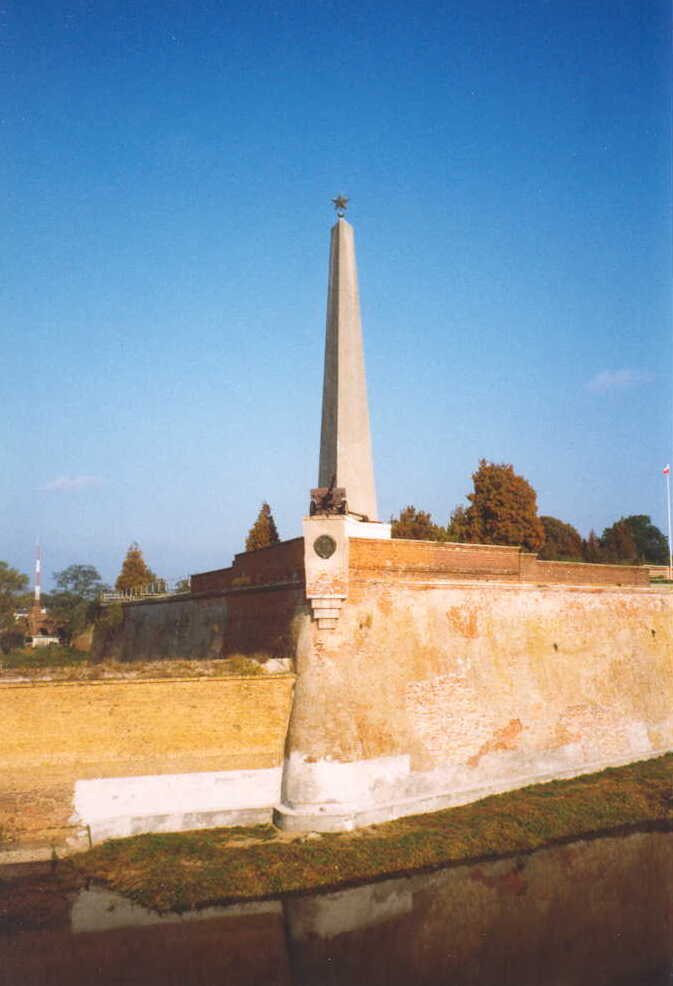
Sowjetisches Ehrenmal auf der Bastion König der Festung Küstrin (2008 entfernt)
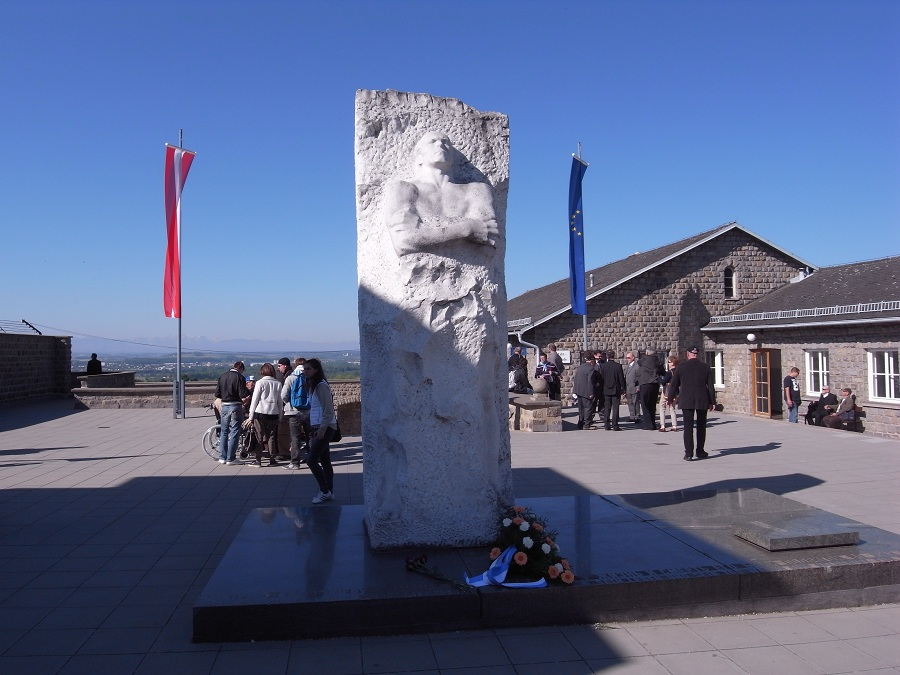
Karbyschew-Gedenkstein, Mauthausen